# Olympische Sommerspiele 2008/Teilnehmer (Armenien)
| Gelbes Symbol für Goldmedaillen mit stilisierten Olympischen Ringen | Graues Symbol für Silbermedaillen mit stilisierten Olympischen Ringen | Braundes Symbol für Bronzemedaillen mit stilisierten Olympischen Ringen |
| ------------------------------------------------------------------- | --------------------------------------------------------------------- | ----------------------------------------------------------------------- |
| —                                                                   | 1                                                                     | 4                                                                       |

Armenien nahm 2008 zum vierten Mal an den Olympischen Sommerspielen teil. Das Land entsandte 25 Sportler in sieben verschiedenen Sportarten.

## Teilnehmer nach Sportarten

### Boxen
| Athleten             | Wettbewerb                   | 1. Runde       | 1. Runde | Achtelfinale       | Achtelfinale  | Viertelfinale | Viertelfinale | Halbfinale           | Halbfinale    | Finale        | Finale        | Rang   |
| Athleten             | Wettbewerb                   | Gegner         | Ergebnis | Gegner             | Ergebnis      | Gegner        | Ergebnis      | Gegner               | Ergebnis      | Gegner        | Ergebnis      | Rang   |
| -------------------- | ---------------------------- | -------------- | -------- | ------------------ | ------------- | ------------- | ------------- | -------------------- | ------------- | ------------- | ------------- | ------ |
| Männer               |                              |                |          |                    |               |               |               |                      |               |               |               |        |
| Howhannes Danieljan  | Halbfliegengewicht bis 48 kg | Thomas Essomba | 9:3      | Birschan Schaqypow | 7:13          | ausgeschieden | ausgeschieden | ausgeschieden        | ausgeschieden | ausgeschieden | ausgeschieden | 9      |
| Hratschik Jawachjan  | Leichtgewicht bis 60 kg      | –              | –        | Rasheed Lawal      | 12:0          | Baik Jong-sub | w/o           | Alexei Tischtschenko | 5:10          | ausgeschieden | ausgeschieden | Bronze |
| Eduard Hambardsumjan | Halbweltergewicht bis 64 kg  | Félix Díaz     | 4:11     | ausgeschieden      | ausgeschieden | ausgeschieden | ausgeschieden | ausgeschieden        | ausgeschieden | ausgeschieden | ausgeschieden | 17     |
| Andranik Hakobjan    | Mittelgewicht bis 75 kg      | Ahmed Saraku   | 14:8     | Elshod Rasulov     | RSC (K.O.)    | ausgeschieden | ausgeschieden | ausgeschieden        | ausgeschieden | ausgeschieden | ausgeschieden | 9      |

### Gewichtheben
| Athleten                   | Wettbewerb       | Reißen  | Reißen | Stoßen                | Stoßen                | Zweikampf     | Zweikampf     | Rang         |
| Athleten                   | Wettbewerb       | Gewicht | Rang   | Gewicht               | Rang                  | Gewicht       | Rang          | Rang         |
| -------------------------- | ---------------- | ------- | ------ | --------------------- | --------------------- | ------------- | ------------- | ------------ |
| Frauen                     |                  |         |        |                       |                       |               |               |              |
| Hripsime Churschudjan      | Klasse bis 75 kg | 105 kg  | 9      | 130 kg                | 10                    | 235 kg        | 11            | DSQ (Doping) |
| Männer                     |                  |         |        |                       |                       |               |               |              |
| Tigran Geworgi Martirosjan | Klasse bis 69 kg | 153 kg  | 3      | 185 kg                | 3                     | 338 kg        | 3             | DSQ (Doping) |
| Ara Chatschatrjan          | Klasse bis 77 kg | 162 kg  | 4      | 191 kg                | 10                    | 353 kg        | 7             | 7            |
| Geworg Dawtjan             | Klasse bis 77 kg | 165 kg  | 2      | 195 kg                | 5                     | 360 kg        | 3             | Bronze       |
| Edgar Geworgjan            | Klasse bis 85 kg | 176 kg  | 3      | kein gültiger Versuch | kein gültiger Versuch | ausgeschieden | ausgeschieden | DNF          |
| Tigran Wardani Martirosjan | Klasse bis 85 kg | 177 kg  | 2      | 203 kg                | 3                     | 380 kg        | 2             | Silber       |

### Judo
| Athleten          | Wettbewerb       | 1. Runde | 1. Runde | 2. Runde      | 2. Runde    | Hoffnungsrunde Achtelfinale / Achtelfinale | Hoffnungsrunde Achtelfinale / Achtelfinale | Hoffnungsrunde Viertelfinale / Viertelfinale | Hoffnungsrunde Viertelfinale / Viertelfinale | Hoffnungsrunde Halbfinale / Halbfinale | Hoffnungsrunde Halbfinale / Halbfinale | Finale / Platz 3 | Finale / Platz 3 | Rang |
| Athleten          | Wettbewerb       | Gegner   | Ergebnis | Gegner        | Ergebnis    | Gegner                                     | Ergebnis                                   | Gegner                                       | Ergebnis                                     | Gegner                                 | Ergebnis                               | Gegner           | Ergebnis         | Rang |
| ----------------- | ---------------- | -------- | -------- | ------------- | ----------- | ------------------------------------------ | ------------------------------------------ | -------------------------------------------- | -------------------------------------------- | -------------------------------------- | -------------------------------------- | ---------------- | ---------------- | ---- |
| Männer            |                  |          |          |               |             |                                            |                                            |                                              |                                              |                                        |                                        |                  |                  |      |
| Howhannes Dawtjan | Klasse bis 60 kg | –        | –        | Yosmani Piker | 0100 - 0010 | Kim Kyong-jin                              | 0000 - 0022                                | ausgeschieden                                | ausgeschieden                                | ausgeschieden                          | ausgeschieden                          | ausgeschieden    | ausgeschieden    | 17   |
| Armen Nasarjan    | Klasse bis 66 kg | –        | –        | Amin El Hady  | 0000 - 0001 | ausgeschieden                              | ausgeschieden                              | ausgeschieden                                | ausgeschieden                                | ausgeschieden                          | ausgeschieden                          | ausgeschieden    | ausgeschieden    | 21   |

### Leichtathletik
Laufen und Gehen
| Athleten         | Wettbewerb | Vorlauf | Vorlauf | Viertelfinale | Viertelfinale | Halbfinale    | Halbfinale    | Finale        | Finale        | Rang |
| Athleten         | Wettbewerb | Zeit    | Rang    | Zeit          | Rang          | Zeit          | Rang          | Zeit          | Rang          | Rang |
| ---------------- | ---------- | ------- | ------- | ------------- | ------------- | ------------- | ------------- | ------------- | ------------- | ---- |
| Frauen           |            |         |         |               |               |               |               |               |               |      |
| Ani Chatschikjan | 100 m      | 12,76 s | 6       | ausgeschieden | ausgeschieden | ausgeschieden | ausgeschieden | ausgeschieden | ausgeschieden | 68   |

Springen und Werfen
| Athleten         | Wettbewerb | Qualifikation | Qualifikation | Finale        | Finale        | Rang |
| Athleten         | Wettbewerb | Weite/Höhe    | Rang          | Weite/Höhe    | Rang          | Rang |
| ---------------- | ---------- | ------------- | ------------- | ------------- | ------------- | ---- |
| Männer           |            |               |               |               |               |      |
| Melik Dschanojan | Speerwurf  | 64,47 m       | 37            | ausgeschieden | ausgeschieden | 37   |

### Ringen
| Athleten                         | Wettbewerb        | 1. Runde            | 1. Runde | Achtelfinale            | Achtelfinale  | Viertelfinale        | Viertelfinale | Halbfinale      | Halbfinale    | Hoffnungsrunde Viertelfinale | Hoffnungsrunde Viertelfinale | Hoffnungsrunde Halbfinale | Hoffnungsrunde Halbfinale | Hoffnungsrunde Finale    | Hoffnungsrunde Finale | Finale        | Finale        | Rang   |
| Athleten                         | Wettbewerb        | Gegner              | Ergebnis | Gegner                  | Ergebnis      | Gegner               | Ergebnis      | Gegner          | Ergebnis      | Gegner                       | Ergebnis                     | Gegner                    | Ergebnis                  | Gegner                   | Ergebnis              | Gegner        | Ergebnis      | Rang   |
| -------------------------------- | ----------------- | ------------------- | -------- | ----------------------- | ------------- | -------------------- | ------------- | --------------- | ------------- | ---------------------------- | ---------------------------- | ------------------------- | ------------------------- | ------------------------ | --------------------- | ------------- | ------------- | ------ |
| griechisch-römischer Stil Männer |                   |                     |          |                         |               |                      |               |                 |               |                              |                              |                           |                           |                          |                       |               |               |        |
| Roman Amojan                     | Klasse bis 55 kg  | –                   | –        | Ässet Imanbajew         | 3:1           | Lascha Gogitidse     | 3:1           | Rövşən Bayramov | 1:3           | –                            | –                            | –                         | –                         | Yagnier Hernández Silver | 3:0                   | –             | –             | Bronze |
| Karen Mnazakanjan                | Klasse bis 60 kg  | Makoto Sasamoto     | 1:3      | ausgeschieden           | ausgeschieden | ausgeschieden        | ausgeschieden | ausgeschieden   | ausgeschieden | ausgeschieden                | ausgeschieden                | ausgeschieden             | ausgeschieden             | ausgeschieden            | ausgeschieden         | ausgeschieden | ausgeschieden | 16     |
| Arman Adikjan                    | Klasse bis 66 kg  | Tamás Lőrincz       | 1:3      | ausgeschieden           | ausgeschieden | ausgeschieden        | ausgeschieden | ausgeschieden   | ausgeschieden | ausgeschieden                | ausgeschieden                | ausgeschieden             | ausgeschieden             | ausgeschieden            | ausgeschieden         | ausgeschieden | ausgeschieden | 14     |
| Arsen Dschulfalakjan             | Klasse bis 74 kg  | Wolodymyr Schazkych | 3:1      | Péter Bácsi             | 1:3           | ausgeschieden        | ausgeschieden | ausgeschieden   | ausgeschieden | ausgeschieden                | ausgeschieden                | ausgeschieden             | ausgeschieden             | ausgeschieden            | ausgeschieden         | ausgeschieden | ausgeschieden | 10     |
| Denis Forow                      | Klasse bis 84 kg  | Shingo Matsumoto    | 3:1      | Bradley Vering          | 3:1           | Ara Abrahamian       | 1:3           | ausgeschieden   | ausgeschieden | ausgeschieden                | ausgeschieden                | ausgeschieden             | ausgeschieden             | ausgeschieden            | ausgeschieden         | ausgeschieden | ausgeschieden | 7      |
| Juri Patrikejew                  | Klasse bis 120 kg | –                   | –        | Yasser Abdelrahman Sakr | 3:1           | Mijaín López         | 0:5           | –               | –             | –                            | –                            | Sjarhej Arzjuchin         | 3:1                       | Jalmar Sjöberg           | 3:1                   | –             | –             | Bronze |
| Freistil Männer                  |                   |                     |          |                         |               |                      |               |                 |               |                              |                              |                           |                           |                          |                       |               |               |        |
| Martin Berberjan                 | Klasse bis 60 kg  | –                   | –        | Saeed Azerbayjani       | 0:3           | ausgeschieden        | ausgeschieden | ausgeschieden   | ausgeschieden | ausgeschieden                | ausgeschieden                | ausgeschieden             | ausgeschieden             | ausgeschieden            | ausgeschieden         | ausgeschieden | ausgeschieden | 16     |
| Suren Markosjan                  | Klasse bis 66 kg  | Irbek Farnijew      | 1:3      | ausgeschieden           | ausgeschieden | ausgeschieden        | ausgeschieden | ausgeschieden   | ausgeschieden | ausgeschieden                | ausgeschieden                | ausgeschieden             | ausgeschieden             | ausgeschieden            | ausgeschieden         | ausgeschieden | ausgeschieden | 18     |
| Harutjun Jenokjan                | Klasse bis 84 kg  | –                   | –        | Adnene Rhimi            | 4:1           | Rewas Mindoraschwili | 0:3           | –               | –             | –                            | –                            | David Bichinashvili       | 1:3                       | ausgeschieden            | ausgeschieden         | ausgeschieden | ausgeschieden | 8      |

### Schießen
| Athleten          | Wettbewerb         | Qualifikation    | Qualifikation | Finale           | Finale        | Rang |
| Athleten          | Wettbewerb         | Ringe / Scheiben | Rang          | Ringe / Scheiben | Rang          | Rang |
| ----------------- | ------------------ | ---------------- | ------------- | ---------------- | ------------- | ---- |
| Männer            |                    |                  |               |                  |               |      |
| Norajr Bachtamjan | Luftpistole 10 m   | 580              | 12            | ausgeschieden    | ausgeschieden | 12   |
| Norajr Bachtamjan | Freie Pistole 50 m | 555              | 15            | ausgeschieden    | ausgeschieden | 15   |

### Schwimmen
| Athleten        | Wettbewerb     | Vorlauf | Vorlauf | Halbfinale    | Halbfinale    | Finale        | Finale        | Rang |
| Athleten        | Wettbewerb     | Zeit    | Rang    | Zeit          | Rang          | Zeit          | Rang          | Rang |
| --------------- | -------------- | ------- | ------- | ------------- | ------------- | ------------- | ------------- | ---- |
| Männer          |                |         |         |               |               |               |               |      |
| Mikajel Kolojan | 100 m Freistil | 51,89 s | 2       | ausgeschieden | ausgeschieden | ausgeschieden | ausgeschieden | 56   |